# Comuna de Narol
Narol (polaco: Gmina Narol) é uma gminy (comuna) na Polónia, na voivodia de Subcarpácia e no condado de Lubaczowski. A sede do condado é a cidade de Narol.
De acordo com os censos de 2004, a comuna tem 8449 habitantes, com uma densidade 41,5 hab/km².

## Área
Estende-se por uma área de 203,58 km², incluindo:
- área agricola: 39%
- área florestal: 55%

## Demografia
Dados de 30 de Junho 2004:
|                      | Total   | Total | Mulheres | Mulheres | Homens  | Homens |
| -------------------- | ------- | ----- | -------- | -------- | ------- | ------ |
|                      | pessoas | %     | pessoas  | %        | pessoas | %      |
| População            | 8449    | 100   | 4081     | 48,3     | 4368    | 51,7   |
| Densidade (pop./km²) | 41,5    | 100   | 20       | 20       | 21,5    | 21,5   |

De acordo com dados de 2002, o rendimento médio per capita ascendia a 1319,98 zł.

## Subdivisões
- Chlewiska, Dębiny, Huta Różaniecka, Huta-Złomy, Jędrzejówka, Kadłubiska, Lipie, Lipsko, Łówcza, Łukawica, Narol-Wieś, Płazów, Podlesina, Ruda Różaniecka, Wola Wielka,